# Хайдегрунд
Хайдегрунд (нем. Heidegrund) — бывшая община (коммуна) в Германии, в земле Саксония-Анхальт, в составе района Бургенланд. Подчинялась управлению Ветауталь.
Община Хайдегрунд была образована 1 марта 2004 года в результате объединения коммун Клайнхельмсдорф и Вайккельсдорф. В состав общины входили 3 населённых пункта: Вайккельсдорф, Клайнхельмсдорф и Рода. Население составляло 672 человека (на 31 декабря 2006 года). Занимала площадь 9,88 км².
Упразднена 1 января 2010 года, населённые пункты вошли в состав города Остерфельд